# Lisítoe
En la mitología griega, Lisítoe (Λυσιθόη) o Lisitea (Λυσιθέα) son dos nombres femeninos que probablemente se correspondan al mismo personaje.

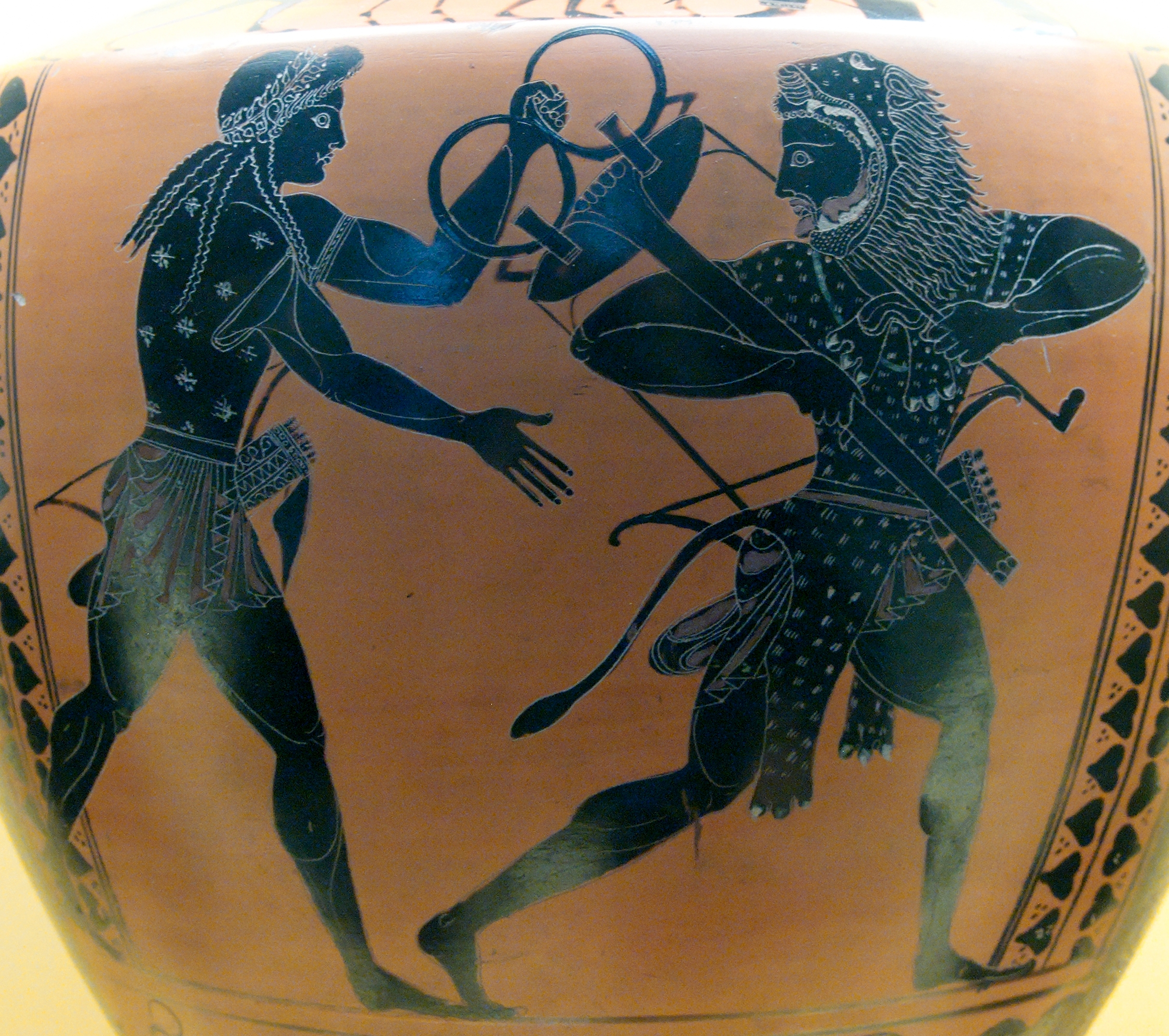
Hidria ática de figuras negras (ca. 520 a. C.): Apolo y Heracles luchando por el trípode délfico. Pintor de Madrid. Museo Arqueológico Nacional (España).

## Como Lisítoe
Según refería Juan Lido, la historia nos muestra la existencia de siete Heracles, ratificando que el primero de ellos fue hijo de Zeus y Lisítoe, una hija de Océano.

Según cuenta Cicerón, de Lisítoe y el Júpiter (Zeus) más antiguo nació el Heracles también más antiguo, que fue quien se enfrentó con Apolo por un trípode:
«Aun cuando a mí me gustaría saber qué Hércules particular es el que nosotros veneramos; pues los estudiosos de los escritos esotéricos y recónditos nos hablan de varios Hércules, siendo el más antiguo de ellos el hijo de Júpiter, es decir, del Júpiter asimismo más antiguo, pues encontramos varios Júpiter también en los primitivos escritos de los griegos. ¡Así, pues, este Júpiter y Lisítoe fueron los padres del Hércules este de quien se nos dice que tuvo una querella con Apolo por un trípode! Se nos habla de otro de Egipto, hijo del Nilo, del que se dice compiló los libros sagrados de Frigia. Un tercero procede de los Digiti del Monte Ida, que ofrecen sacrificios en su tumba. El cuarto es hijo de Júpiter y Asteria, la hermana de Latona; es venerado principalmente en Tiro, y se dice que fue el padre de la ninfa Cartago. Hay un quinto Hércules en la India, llamado Belos. El sexto es nuestro amigo, el hijo de Alcmena, cuyo progenitor fue Júpiter, es decir, el Júpiter número tres, puesto que, voy a explicar ahora, la tradición nos habla también de varios Júpiter».
El Pseudo-Apolodoro señalaba con respecto a la disputa que Heracles, atacado por una grave enfermedad como castigo por haber matado a Ífito, consultó al Oráculo de Delfos para saber cómo curarse. Pero la Pitia no le respondió, y Heracles intentó saquear el templo y llevarse el trípode, para lo que tuvo que enfrentarse con Apolo. Entonces, Zeus lanzó un rayo entre los dos y detuvo así la pelea. A continuación, según Higino, el mismo Zeus mandó a Apolo que respondiera a la consulta de Heracles, aunque no quisiera.

## Como Lisitea
En las escrituras pseudoclementinas se nos dice que con Lisitea, hija de un tal Eveno, Zeus engendró a un tal Heleno. Probablemente se trate de una corrupción por Lisítoe, ya que los textos pseudoclementinos están muy mal conservados. Pudiera corregirse por «con Leda, esposa de Tindáreo, Zeus engendró a Helena», aunque no hay nada seguro. También cabe la posibilidad de que se trate de una variante que no se ha conservado a día de doy. Sea lo que fuere los manuscritos a veces confunden las grafías de Lisitea y Lisítoe.
Lleva el nombre de Lisitea uno de los satélites pequeños del planeta Júpiter. Lisitea tiene 39 kilómetros de diámetro, orbita a una distancia de 11,7 millones de kilómetros de Júpiter y completa su giro en 259 días.